# San Juan megye (Új-Mexikó)
San Juan megye az Amerikai Egyesült Államokban, azon belül Új-Mexikó államban található. Megyeszékhelye Aztec, legnagyobb városa Farmington. Lakosainak száma 121 661 fő (2020. április 1.). San Juan megye Rio Arriba, Sandoval, McKinley, Apache, San Juan, Montezuma, La Plata és Archuleta megyékkel határos.

## Népesség
A megye népességének változása:
| Lakosok száma | 130 161 | 128 016 | 128 340 | 126 503 | 118 737 | 121 661 |
|               | 2010    | 2011    | 2012    | 2013    | 2015    | 2020    |